# Chahar Mahalleh
Chahar Mahalleh é uma cidade do Afeganistão, localizada na província de Balkh.